# The Dark Side
The Dark Side – szósty album zespołu Gregorian.

## Lista utworów
1. "Hurt" (Nine Inch Nails)
2. "My Immortal" (Evanescence)
3. "The Four Horsemen" (Aphrodite’s Child)
4. "Unbeliever" (Michael Soltau)
5. "Where the Wild Roses Grow" (Nick Cave and the Bad Seeds and Kylie Minogue)
6. "Close My Eyes Forever" (Lita Ford and Ozzy Osbourne)
7. "More" (The Sisters of Mercy)
8. "Uninvited" (Alanis Morissette)
9. "The Raven" (The Alan Parsons Project)
10. "Gregoria Anthem"
11. "Engel" (Rammstein) (utwór umieszczony na limitowanej wersji płyty)
12. "Ave Satani" (Jerry Goldsmith)
13. "The End" (The Doors)
14. "In The Shadows" (The Rasmus)